# Toyota Corona Mark II
Der Corona Mark II wurde 1967 vom japanischen Automobilhersteller Toyopet, bzw. später Toyota, oberhalb des Corona etabliert. In den 1980er Jahren wurde der Modellname gekürzt und es bildete sich eine eigene Modellserie unter dem Namen Mark II.

## Modellübersicht

### Toyopet/Toyota Corona Mark II (T60)
Mit der Einführung des neuen 'Corona Mark II stellte Toyota 1967 ein Modell zwischen Corona und Toyota Crown vor.

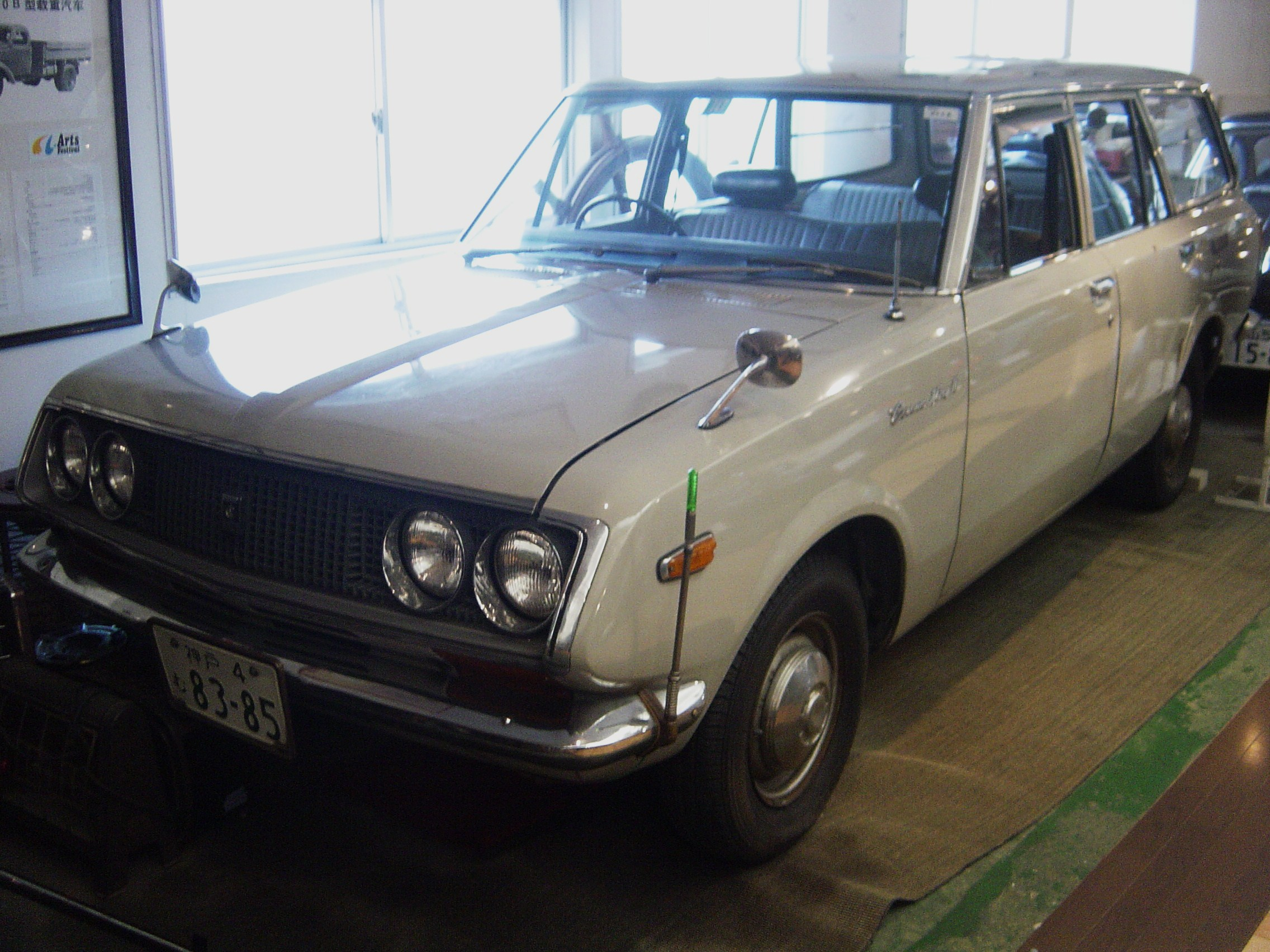
Toyopet Corona Mark II Station Wagon 1600

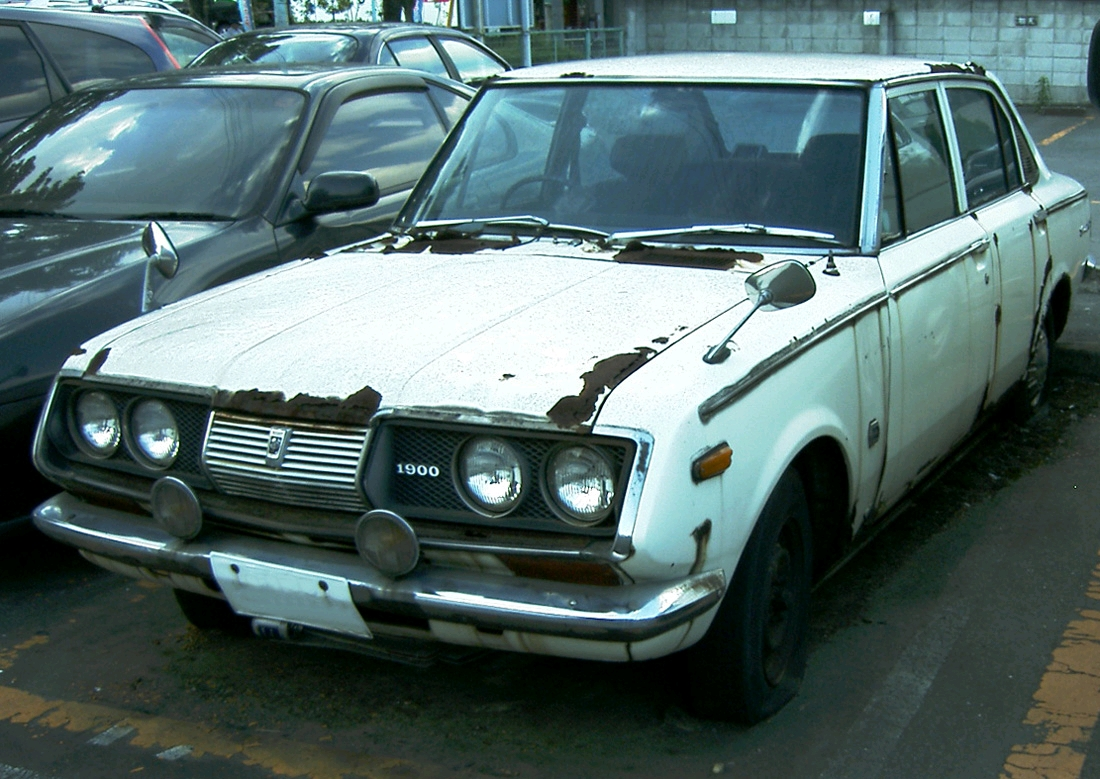
Toyopet Corona Mark II 5-Door Sedan 1900

Erhältlich war der Corona Mark II als viertürige und fünftürige Stufenhecklimousine, als fünftürigen Kombi sowie als Pick-up. Die Sportversionen trugen die Zusatzbezeichnung GSS, stellten jedoch keine separate Modellreihe dar. Das Basismodell hingegen stellten die 1600er-Modelle. In der Mitte rangierten die Modelle der Golden Series.
Folgende Motorenauswahl stand zur Verfügung:
- 7R mit einem Hubraum von etwa 1600 cm³ und einer Leistung von 85 PS
- 7R-B mit einem Hubraum von etwa 1600 cm³ und einer Leistung von 100 PS
- 8R-G mit einem Hubraum von etwa 1800 cm³ und einer Leistung von 115 PS (nur Golden Series und GSS)

1970 wurden nach einem Facelift weitere Motoren in die Auswahl adaptiert. So gab es nun auch Motoren mit einem Hubraum von 1,7 l. Für die GSS-Versionen kam sogar ein 2,2-L hinzu.
Ein weiteres Facelift führte Toyota im März 1971 durch. Dies wurde allerdings ausschließlich mit dem neuen 1900er-Modell in Serie aufgelegt und bekam den Spitznamen Adler-Maske. Bis August 1973 blieb der Corona Mark II dann unverändert in Produktion.

### Toyopet/Toyota Corona Mark II (X10)Toyota Ultraman Ace (X10)
Im Februar 1972 wurde die X10-Generation als potentieller Angriff des Nissan Skyline GT etabliert. Ebenso wie beim Vorgänger gab es sowohl zwei Formen der Stufenhecklimousine, Kombis und auch den Pick-up. Neu war das Coupémodell mit der Bezeichnung GSS, die bei den anderen Modellvarianten fallen gelassen wurde.
Folgende Motorisierungen standen ab Februar 1972 des X10 zur Auswahl:
- 6R mit einem Hubraum von etwa 1700 cm³
- 18R mit einem Hubraum von etwa 2000 cm³ (4-Zylinder-Motor)
- 18R-G mit einem Hubraum von etwa 2000 cm³ (6-Zylinder-Motor; nur im GSS)

Im Mai wurde die Modellpalette erweitert. Hinzu kamen die L-Versionen für die Stufenhecklimousinen und den Kombi. Im Sportsegment hingegen wurde die 2000GSL-EFI-Variante (125 PS) mit elektronischer Benzineinspritzung hinzugefügt. Diese zeigte sich besonders im Kombi hoher Beliebtheit.
Nachdem nun im August 1973 die T60-Generation eingestellt wurde, etablierte Toyota noch günstigere Versionen des Toyopet/Toyota Corona Mark II, die nun auch nach Europa und nach Nordamerika exportiert wurden. Der GSS hingegen wurde überdies auch in Afrika, Australien und Südamerika vertrieben. Das neue low-cost-Modell löste das ursprüngliche L-Modell ab und differenzierte sich nun als L, LA, LG und LX. Auch neue Motoren, speziell für dieses Modell entwickelt, standen nun zur Auswahl. Die Basisversion des L-Motor stellte ein Motor mit etwa 1600 cm³. Optional stand auch ein 1700-cm³-Motor zur Auswahl. Die LG-Variante wurde lediglich mit dem LG EFI ausgerüstet, der sechs Zylinder sowie eine elektronische Einspritzung hatte. Als Topmotorisierung wurde bei den low-cost-Modellen der 16R angeboten.
Ein Jahr später folgten strikte Abgasnormen, die der Corona Mark II nicht einhalten konnte. Um dies zu ermöglichen, musste Toyota den Motorraum um 55 Millimeter verlängern. So war schließlich Platz um Filter und auch Katalysatoren problemlos einzubauen.
Weitere Modelle etablierte Toyota im Dezember desselben Jahres. Das neue Einsteiger, bzw. Basismodell trug nun die Abkürzung STD für Standard. Diese wurde jedoch nur bei den Stufenhecklimousinen etabliert. Eine Stufe höher rangierte nun der GL. Dieser war sowohl bei den Stufenhecklimousinen als auch bei den Kombis angeboten. Als GL stand das Modell aber auch als Hardtop zur Auswahl und war die Low-cost-Version des teuren GSS. Letzterem wurde die Produktion im Oktober 1975 eingestellt. Im Juni 1976 kam kurzzeitig ein auf der fünftürigen Stufenhecklimousine basierendes Hardtop-Coupé heraus. Bei diesem kam aber lediglich der 18R (4-Zylinder) zum Einsatz. Ebenfalls kam der eingestellte GSS in einer limitierten Auflage auf den Markt, die sich in der Exportversion Tuck Panther und auf dem Heimatmarkt はウルトラマンエース (Ultraman Ace) nannte. Die auf dem Heimatmarkt angebotene Version Ultraman Ace stellte jedoch eine eigenständige Modellreihe dar.
Im Dezember 1976 wurde dann die nächste Generation aufgelegt.

### Toyota Corona Mark II (X30)
Der Corona Mark II der dritten Generation ist nur vorwiegend dem ostasiatischen Raum vorbehalten. In Europa und Amerika wurde das Schwestermodell Cressida aufgelegt.
Das neue Modell wurde anhand aktueller Designstrukturen aus den USA kreiert. So konkurrierte das aktuelle Modell im Inland gegen Vauxhall, Mazda und Chrysler. In Australien und Neuseeland waren des Weiteren Chevrolet und Holden ernstzunehmende Gegner. In Japan machte man sich anfangs über den neuen Stil lustig und gab den Fahrzeugen im US-Stil den Spitznamen Schweinsaugenkarren.
Wichtige technische Neuerungen waren die stoßabsorbierende Stoßstange und die Vier-Rad-Einzelradaufhängung.
Die Motorenauswahl des X30 beschränkte sich zunächst nur auf den 8R-G mit einem Hubraum von etwa 1800 cm³ und einer Leistung von 115 PS sowie dem 18R mit einem Hubraum von etwa 2000 cm³.
Im September 1978 gab es die ersten Änderungen. Dabei wurde die Konstruktion der Limousinen, des Kombis sowie der Hardtopversionnen generalüberholt. Um die Vorversion von der aktuellen dann zu unterscheiden, entschloss sich Toyota, einen neuen Frontgrill einzubauen. Die Kombimodelle der Vorversion wurden zur gleichen Zeit in einer Rückrufaktion einbestellt um eine fehlerhafte Lichtanlage gegen eine zuverlässige umzurüsten. Für Australien und Neuseeland hat Toyota des Weiteren die Motorenpalette aufgestockt. Nun war der ältere 2,0-l durch eine neuere Motorenversion ausgetauscht worden. Für GS und GT-Modelle waren des Weiteren nun auch eine 2,6-l-Motorisierung (4M) verfügbar, die sich gegen die amerikanischen Big-Blocks behaupten solle.
Ohne weitere Änderungen blieben die aktuelle Modelle bis Oktober 1980 in Produktion und wurden schließlich von einer neuen Generation abgelöst.

### Toyota Corona Mark II (X60)
Der Corona Mark II wurde im Oktober 1980 zusammen mit seinem Schwestermodell Cressida im Sash Design erneuert.
Motorenauswahl Oktober 1980 bis Oktober 1981:
- 1G-EU
- 21R-U
- 5M-EU mit einem Hubraum von etwa 2800 cm³
- 18R-GEU (nur in den GT-Modellen)

Im Oktober 1981 kam der M-TEU mit einem Hubraum von etwa 2000 cm³ in die Motorenauswahl dazu. Ein Jahr später im August 1982 wurde dann der 1G-GEU mit 160 PS adaptiert. Der 5M-EU hat Toyota dagegen aus dem Programm gestrichen.
Motorenauswahl August 1982 bis Februar 1983:
- 1G-EU (Benziner)
- 21R-U (Benziner)
- 1G-GEU (Benziner)
- 13T-U (Benziner)
- 2L-TE (Turbodiesel)

Elektr. einklappbare Außenspiegel wurden bei allen Modellversionen des Corona Mark II als Standard hinzugeführt. Spiegelheizung und Airbags waren weiterhin optional.
Die Taxiversionen (SX60) hingegen wurden ab diesen Zeitpunkt standardmäßig zu LPG-Fahrzeugen umgerüstet. Zwei Interieurversionen standen dessen nun zur Auswahl. Die Basisversion wurde als 2Y bezeichnet. Die besser ausgestattete Version hingegen wurde zwischen den Fenstern und einem Symbol auf der Heckklappe durch eine goldene Krone kenntlich gemacht.
Danach wurde der Corona Mark II bis August 1984 unverändert weitergebaut. Anschließend wurde der Name auf Grund des Druckes seitens der Presse gekürzt und die Modellserie wurde als Toyota Mark II fortgesetzt.